# Conus maltzanianus
Conus maltzanianus é uma espécie de gastrópode do gênero Conus, pertencente a família Conidae.